# (4384) Henrybuhl
(4384) Henrybuhl est un astéroïde de la ceinture principale.

## Description
(4384) Henrybuhl est un astéroïde de la ceinture principale. Il fut découvert le 3 janvier 1990 à Okutama par Tsutomu Hioki et Shuji Hayakawa. Il présente une orbite caractérisée par un demi-grand axe de 2,62 UA, une excentricité de 0,18 et une inclinaison de 13,3° par rapport à l'écliptique.

## Compléments